# 188 Menippe
188 Menippe è un asteroide della fascia principale del diametro medio di circa 38,61 km. Scoperto nel 1878, presenta un'orbita caratterizzata da un semiasse maggiore pari a 2,7620697 UA e da un'eccentricità di 0,1770612, inclinata di 11,73471° rispetto all'eclittica.
Il suo nome è dedicato a Menippe, nella mitologia greca, una delle due figlie di Orione.